# Panchlora erronea
Panchlora erronea är en kackerlacksart som beskrevs av Henri Saussure 1870. Panchlora erronea ingår i släktet Panchlora och familjen jättekackerlackor. Inga underarter finns listade i Catalogue of Life.